# Miechów
Miechów (německy Mechau) je město v Polsku v Malopolském vojvodství v Polsku, sídlo stejnojmenného okresu a městsko-vesnické gminy. Leží přibližně 40 kilometrů severně od Krakova na řece Miechówce. V roce 2024 zde žilo 10 903 obyvatel.

## Památky
- Klášter Miechów, dříve sídlo Křižovníků Božího hrobu

## Partnerská města
- Herve, Belgie
- Voločysk, Ukrajina